# 吳圳聰
吳圳聰（Ng Chun Chung（1974年9月22日—）），生於香港，是一名香港足球運動員，可司職清道伕、左後衛，曾經入選香港奧運隊及香港足球代表隊。現時效力香港丁組聯賽球隊光華。

## 球員生涯
吳圳聰初出道時曾被譽為顧錦輝接班人，曾效力保濟、天天青年軍，1992年於駒騰展開甲組球員生涯，其後效力過快譯通、發景、南華、星島、流浪、二合等香港甲組足球聯賽球會。
2010-11年度球季，吳圳聰以業餘身份效力香港丙組（甲）聯賽球會光華，並取得一個入球。

## 國際賽
1992年，吳圳聰入選香港青年軍，是奪得高菲亞盃的功臣之一，同期隊友還有楊正光、蔣世豪、司徒文俊、潘文迪、韋君龍、楊熙智、陳志康、韋君龍等。
吳圳聰其後入選香港奧運隊，參加1996年亞特蘭大奧運足球預賽。之後亦曾短暫入選香港足球代表隊，參加過省港盃足球賽。

## 個人榮譽
- 香港足球明星選舉最佳青年球員 一次(1994-95季度)

## 外部連結
- 香港足球總會球員註冊資料（页面存档备份，存于）